# Djermahäst
Djermahästen är en ovanlig hästras som härstammar från Niger. Rasen är inte speciellt välkänd i övriga världen men i västra Afrika, och då speciellt i Niger, är rasen en väldigt vanlig syn då landet inte har någon större utbredning på aveln. Djerman är en liten och lätt men stark häst med ett kraftigt motstånd mot hetta.

## Historia
Djermahästen utvecklades under de år som Niger var en fransk koloni mellan 1922 och 1960. Fransmännen tog med sig Berberhästar till landet som klarade hettan bättre än de franska hästraserna. Dessa korsades med Dongolohästar från Sudan och Eritrea och med hjälp av fransmännens avelskunskaper fick man fram en ras som klarade av de arbetsuppgifter som krävdes av dem i det varma och torra klimatet i Niger.

## Egenskaper
Djerman är värmetålig och stark trots att hästens exteriör ser ganska smal och svag ut. Hästen klarar sig på lite foder och vatten och passar utmärkt till lättare jordbruksarbete och till det den mest används till, som transporthäst och packhäst.